# Sicarius peruensis
Sicarius peruensis là một loài nhện trong họ Sicariidae. S. peruensis được miêu tả năm 1880 bởi Eugen von Keyserling.